# Ašmjanská vysočina

Ašmjanská vysočina (zeleně) na geomorfologické mapě Běloruska

Ašmjanská vysočina (bělorusky Ашмянскае ўзвышша, rusky Ошмянская возвышенность) nebo také Ašmjanská grjada (bělorusky Ашмянскія грады, rusky Ошмянские гряды) je fyzicko-geografický rajón Běloruské pahorkatiny. Ašmjanská vysočina se rozkládá méně či více na území Astravěckého, Ašmjanského, Smarhonského rajónu Hrodenské oblasti, Valožynského a Maladzečanského Minské oblasti.
V severu hraničí s Naračano-Vilejskou nížinou, na jihu s Věrchněněmanskou nížinou, na jihozápadě s Lidskou rovinou, na východě přechází v Minskou vysočinu, na území Litvy je známá jako Medininkų aukštuma. Rozprostírá se od severozápadu k jihovýchodu v délce 110 km a šířce 40–50 km. Rozloha Ašmjanské vysočiny se pohybuje okolo 4 tis. km². Nad přilehlými rovinami se vyvýšena o 75–150 metrů. Nejvyšší místo dosahuje nadmořské výšky 320 metrů (Milidaŭská hora). Po tektonické stránce se přimyká k Valožynskému příkopu.
V současném systému fyzicko-geografickém členění Běloruska se Ašmjanská vysočina řadí k Centrálnímu okruhu Běloruské pahorkatiny Západoběloruské provincie.

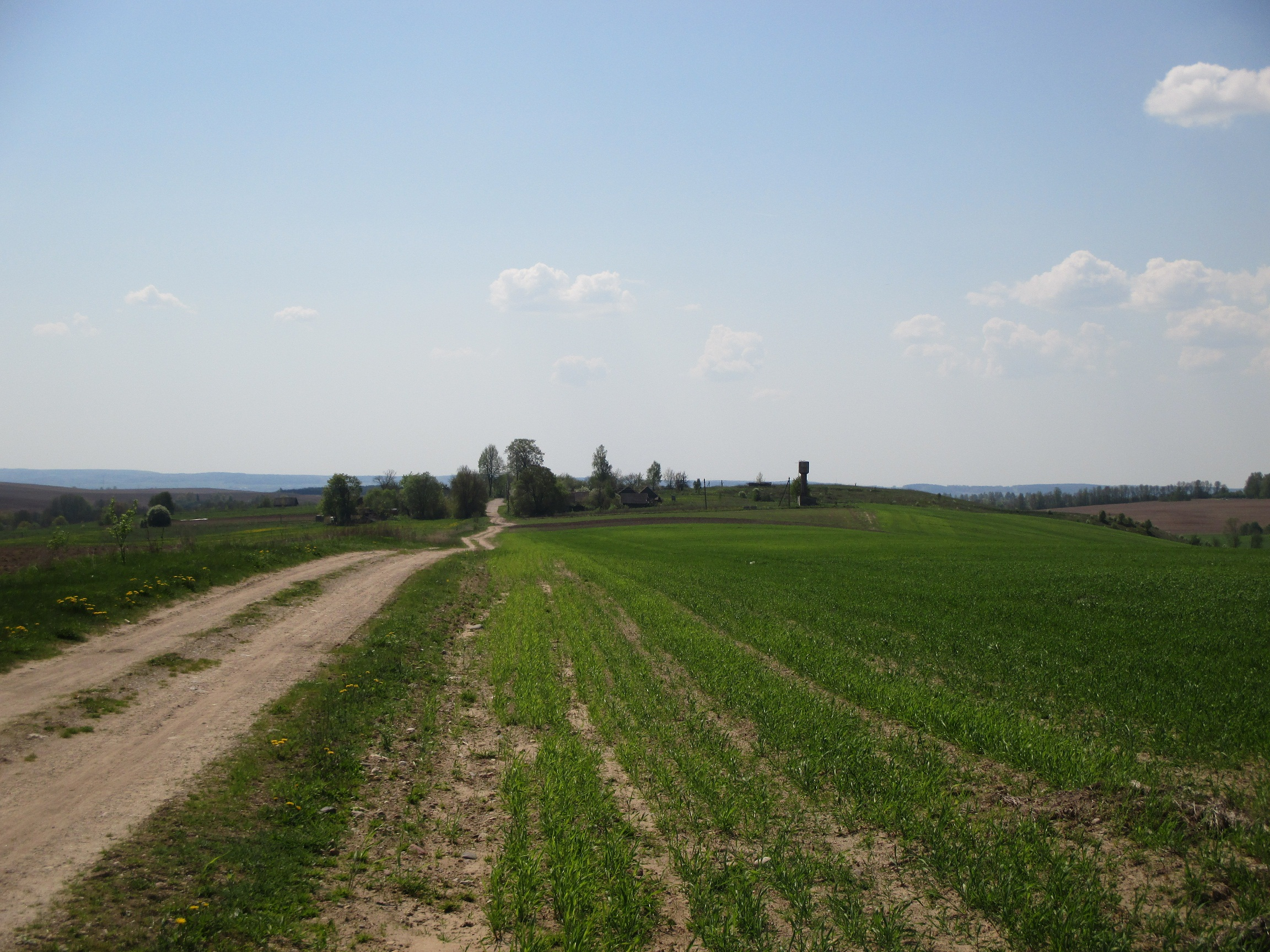
Ašmjanská vysočina severně od obce Losk, Valožynský rajón

## Geomorfologie
Ašmjanská vysočina je protnuta údolími Ašmjanky, Alšanky a Západní Bereziny, která se vytvořila v době sestupu vody z ledovcových jezer, existujících území Naračano-Vilejské nížiny v období tání Paazjorského ledovce. Horní tok Ašmjanky a Alšanky dolinou o šířce 11 km. Východní část vysočiny, která je oddělena údolím Bereziny, je některými vědci připisována k Minské vysočině.

## Hydrologie a klima
Řeky, které protékají Ašmjanskou vysočinou patří do povodí Němenu. Největší z nich jsou Západní Berezina (s přítokem Alšanka), Ašmjanka (s přítokem Loša), Kljava (s přítokem Haŭja). Průměrná lednová teplota je −6,6 °C, v červenci 17,1 °C. Průměrný úhrn srážek činí 650–700 mm za rok.

## Půdy a vegetace
Na území písčitohlinitých morén a ledovcových písčinách jsou rozšířeny drnově podzolové půdy, ve východní části se nacházejí mnohem plodnější světlé drnově podzolové půdy na sprašových hlínách, v údolních nivách se vyskytují aluviální půdy, v mezivalových depresích a na místech bývalých jezer se vytvořily rašelinné bahnité půdy. Lesy pokrývají 36% území Ašmjanské vysočiny, na svazích rostou borovice a smrky stýkající se s břízami a osikami vyskytují, v depresích se vyskytují olše. Orná půda zabírá 32% území.